# ブリ
| 項目                                  | 分量 (g) |
| ------------------------------------- | -------- |
| 脂肪総量                              | 17.6     |
| 脂肪酸総量                            | 13       |
| 飽和脂肪酸                            | 04.4     |
| 一価不飽和脂肪酸                      | 04.3     |
| 多価不飽和脂肪酸                      | 03.7     |
| 18:2（n-6）リノール酸                 | 00.19    |
| 18:3（n-3）α-リノレン酸               | 00.1     |
| 20:4（n-6）アラキドン酸               | 00.15    |
| 20:5（n-3）エイコサペンタエン酸 (EPA) | 00.32    |
| 22:6（n-3）ドコサヘキサエン酸 (DHA)   | 01.7     |

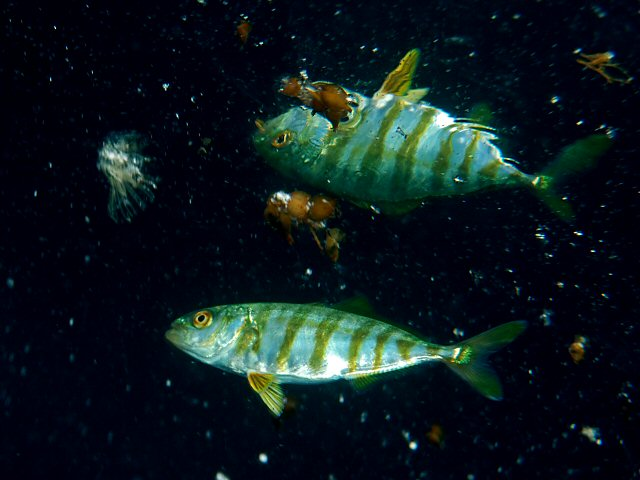
ブリの稚魚（「モジャコ」）

ブリ（鰤、ハマチ、八町、学名: Seriola quinqueradiata）は、スズキ目アジ科に分類される海水魚の一種。北西太平洋に生息する回遊性の大型肉食魚である。日本では重要な食用魚であり、各地の文化や産業に深く関わる。

## 形態
成魚は最大で全長150センチメートル・体重40キログラムの記録があるが、通常は全長1メートル・体重8キログラム程度までである。体は前後に細長い紡錘形で、あまり側扁しない。背は暗青色、腹は銀白色で、その境の体側には黄色の縦帯がある。体表には細かい鱗があり、側線鱗数は210-220枚に達する。鰭条は第一背鰭5棘、第二背鰭1棘29-36軟条、臀鰭2遊離棘17-22軟条である。全長30センチメートル程度までの若魚は第一背鰭の棘条が6本だが、成長すると5本になる。
同属種のヒラマサ S. lalandi とよく似ているが、ブリは上顎上後端が角張ること、胸鰭は腹鰭より長いかほぼ同長であること、体はあまり側扁しないこと、黄色の縦帯はやや不明瞭なことで区別できる。またブリは北西太平洋のみに分布するので、他地域ではヒラマサのみになり混乱は起こりにくい。またヒラマサの旬は夏である。
ブリとヒラマサはまれに交配することがあり、ブリヒラと呼ばれる個体が水揚げされることがある。
これも同属種のカンパチ S. dumerili、ヒレナガカンパチ S. rivoliana は、目の上に黒い斜めの帯模様があること、体がよく側扁し体高が高いことで区別できる。

## 生態
南は東シナ海、北はカムチャツカ半島、東はハワイまでの北西太平洋に分布する。主な生息域は日本海と北海道-九州の太平洋岸である。
通常は群れを作り、やや沖合いの水深100メートル程度の中層・底層を遊泳する。泳ぐスピードは40キロメートル毎時ほど。季節によって生息海域を変える回遊魚でもあり、春から夏には沿岸域に寄って北上し、初冬から春には沖合いを南下する。ただし温暖な南方海域では回遊せずにいわゆる「瀬付き」になるものもいる。性質は臆病で、驚くと群れごと深みに逃げこむ。食性は肉食で、主に小魚を捕食するが、甲殻類や頭足類も捕食する。

### 生活史
ブリの産卵期は東シナ海南部で2-3月、九州近海で4-5月頃である。ブリの卵を鰤子（ブリ子）という。産卵は能登半島・房総半島以南の水温20℃前後の温暖な海域で行われる。卵は直径1.2-1.4ミリメートルの球形分離浮遊卵で、受精後48時間程で孵化する。卵と仔魚は表層でプランクトンとして発生・成長する。
春、全長数センチメートル になった稚魚は流れ藻に寄り添って生活するようになる。この時期の稚魚は金属光沢のある黄褐色の体に赤褐色の横縞が6-11条入っており、成魚とは体色が異なる。この稚魚は日本各地で「モジャコ」（藻雑魚）と呼ばれ、養殖業従事者はこの稚魚を捕獲して養殖用種苗とする。
流れ藻に付いた稚魚は主に小型甲殻類を捕食するが、成長すると小魚を多く摂るようになる。夏には流れ藻から離れ、沿岸でイワシ類等の小魚を捕食しながら生活する。秋に外洋へ泳ぎ出て本格的な回遊を始める。成長は、1歳32センチメートル、2歳50センチメートル、3歳65センチメートル、4歳75センチメートル前後と推移する。

## 名称
標準和名「ブリ」については、江戸時代の本草学者である貝原益軒が「脂多き魚なり、脂の上を略する」と語っており、「アブラ」が「ブラ」へ、さらに転訛し「ブリ」となったという説がある。他にも身が赤くて「ブリブリ」しているからといった説がある。「鰤」は中国の古い漢字の中にもあるが、実体未詳の毒魚の意味であり、日本のブリとは異なる。日本でブリに「鰤」をあてるのは、師走（12月）に脂が乗って旨くなる魚だから、また「師」は大魚であることを表すため等の説がある。なお、現代中国語では、日本の「鰤」の漢字を借りて、ブリの意味で用い、ブリを表す名詞としては「鰤魚」と用いるが、現代中国語にも「青甘鱼」「平安鱼」「油甘鱼」など多くの別名がある。また現代中国語における「鰤」の漢字については、和名「ブリ」に当たる魚以外にもブリ属の魚の名前に「○○鰤」の形で用いられ、また「鰤」の簡体字も使われている（「𫚕」、UnicodeのCJK統合漢字拡張C、U+2B695）。

### 出世魚
また大きさによって呼び名が変わる出世魚でもある。日本各地での地方名と併せて様々な呼び方をされる。
- 関東 - モジャコ（稚魚）→ ワカシ（35センチメートル〈cm〉以下）→ イナダ (35-60 cm) → ワラサ (60-80 cm) → ブリ（80 cm以上）
- 北陸 - コゾクラ、コズクラ、ツバイソ（35 cm以下）→ フクラギ (35-60 cm) → ガンド、ガンドブリ (60-80 cm) → ブリ（80 cm以上）
- 関西 - モジャコ（稚魚）→ ワカナ（兵庫県瀬戸内海側）→ ツバス、ヤズ（40 cm以下）→ ハマチ (40-60 cm) → メジロ (60-80 cm) → ブリ（80 cm以上）
- 南四国 - モジャコ（稚魚）→ ワカナゴ（35 cm以下）→ ハマチ (30-40 cm) → メジロ (40-60 cm) → オオイオ (60-70 cm) → スズイナ (70-80 cm) → ブリ（80 cm以上）

80 cm 以上のものは関東・関西とも「ブリ」と呼ぶ。または80 cm以下でも8キログラム (kg) 以上（関西では6 kg以上）のものをブリと呼ぶ場合もある。和歌山県は関西圏だが関東名で呼ぶことが多い。流通過程では、大きさに関わらず養殖ものをハマチ、天然ものをブリと呼んで区別する場合もある。
「ハマチ」の漢字に「魬」が、「ワカシ」の漢字に「𮬆（魚偏に夏、魚＋夏）」が使われる。
| -        | 稚魚（10 cm未満） | 20 cm未満          | 30 cm未満                      | 40 cm未満      | 60 cm未満 | 70 cm未満          | 80 cm未満 | 80 cm以上 |
| -------- | ----------------- | ------------------ | ------------------------------ | -------------- | --------- | ------------------ | --------- | --------- |
| 関東     |                   |                    | ワカシ                         | ワカシ・イナダ | イナダ    | ワラサ             | ワラサ    | ブリ      |
| 関西     |                   | ワカナ             | ワカナ、ツバス                 | ツバス         | ハマチ    | メジロ             | メジロ    | ブリ      |
| 北陸     | ツバス、ツバイソ  | ツバス             | コズクラ、コゾクラ             | ハマチ         | フクラギ  | ガンド、ガンドブリ | ブリ      | ブリ      |
| 三陸     |                   | コズクラ、ショッコ | フクラギ、フクラゲ             | アオブリ       | ハナジロ  | ガンド             | ブリ      | ブリ      |
| 和歌山県 |                   | ワカナゴ           | ツバス、イナダ、イナラ         | ハマチ         | メジロ    | ブリ               | オオイオ  | ブリ      |
| 京都府   | モジャコ          | アオコ             | ツバス                         | ツバス         | ハマチ    | マルゴ             | マルゴ    | ブリ      |
| 島根県   |                   | モジャッコ         | ショウジンゴ（ツバス、ワカナ） | ハマチ（ヤズ） | メジ      | マルゴ             | ブリ      | ブリ      |
| 香川県   | モジャコ          |                    |                                | ツバス         | ハマチ    | メジロ             | ブリ      | ブリ      |
| 高知県   | モジャッコ        | モジャコ、ワカナゴ |                                | ハマチ         | メジロ    | オオイオ           | スズイナ  | ブリ      |
| 九州北部 |                   | ワカナゴ、ヤズ     |                                | ハマチ         | メジロ    |                    | ブリ      | ブリ      |

## 漁業

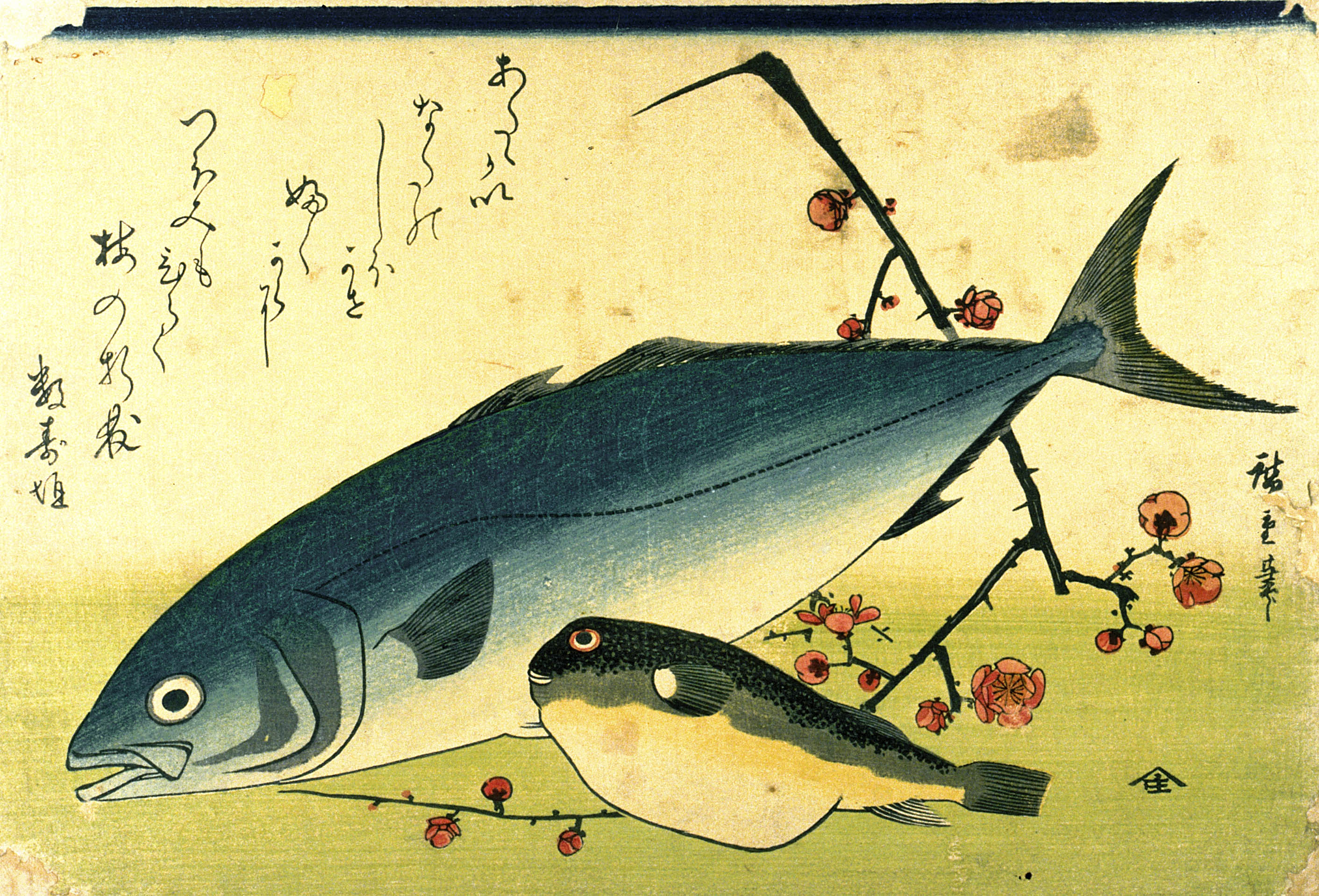
ブリ（イナダ）とフグを描いた広重の浮世絵（魚づくし）「あたたかい なたのしほかせ ふくからに つほみもひらく 梅の折枝 数寿垣」

一本釣り、延縄、定置網、旋網、刺し網、掛け網等各種の漁法で漁獲される。重要な漁業資源だが大物釣りの対象としても評価が高い。30センチメートルから60センチメートルの魚体を竿やリールを使わず道糸を素手で手繰り寄せる、いわゆる「カッタクリ」が引きの感触を直接味わえるとされ、人気がある。近年はルアーフィッシングも盛んで、また船釣りだけでなく、潮通しの良い港湾内や岸壁近くにも入り込んでくることがあり、陸からの釣りの対象にもなる。
日本沿岸では、日本海沿岸や九州、関東地方が有数の漁獲地だったが、2010年代以降は海水温の上昇に伴い、より高緯度の東北北部や北海道でもサケに代わってブリの漁獲量が急増している。白糠郡白糠町だけでも2023年の上半期に23トンの漁獲量を記録しており、町ではブリ専用の加工場を整備し「極寒ブリ」としてブランド化し、ふるさと納税の返礼品などに活用している。

### 都道府県別漁獲量
- 2010年（平成22年）度[16]
  - 1位 島根県…1万8000トン
  - 2位 鳥取県…1万5400トン
  - 3位 長崎県… 9600トン
  - 4位 石川県… 8900トン
  - 5位 千葉県… 7200トン

- 2021年（令和3年）度[17]
  - 1位 北海道…1万3971トン
  - 2位 千葉県…1万1604トン
  - 3位 長崎県…1万750トン
  - 4位 島根県…8414トン
  - 5位 岩手県…5181トン

### 陸揚げ漁港
- 2002年（平成14年）度
  - 1位 薄井漁港（鹿児島県出水郡東町[注釈 1]）
  - 2位 三崎漁港（神奈川県三浦市）
  - 3位 和歌浦漁港（和歌山県和歌山市）
  - 4位 銚子漁港（千葉県銚子市）
  - 5位 海潟漁港（鹿児島県垂水市）

### 養殖
主に西日本の沿岸各地で春に流れ藻に付いた稚魚（モジャコ）を捕獲して養殖する畜養が行われている。1960年代前半に商業生産された養殖魚の出荷が始まり、1980年代以降は約15万トンの生産が継続している。日本国内におけるぶり類の生産量は、漁獲量およそ5万トンに対し養殖による収獲量が約15万トンと大きく上回る。大抵の肥育期間は2年程度。前述の通り、商品名が「ハマチ」になる場合もある。
世界で初めて養殖に成功したのは日本の引田（香川県東かがわ市）においてである。その方法は築堤方式と呼ばれる天然の入り江や小湾を堤防で仕切るものであった。その後、支柱式網囲い方式が開発され、小割式網生簀方式へと至った。養殖ブリ類の主な生産地は、鹿児島県（鹿児島湾）、愛媛県、長崎県、大分県等である。特に鹿児島県は4.4万トン程度で、全国の1⁄3程度を生産している。
従前の養殖に於いては餌として小魚等を撒くため、その残りなどが海底に沈殿しヘドロを形成することが問題視され、また大抵は湾内で行われるため赤潮の影響も受け易かった。その他にも配合飼料の匂いがして決して美味とは言えないこと、養殖網に使われる薬剤による環境や魚体への汚染、病気予防のための抗生物質残留等への不安が指摘されていた。
生産量年次推移（1961-2012）単位 1000トン
年次推移出典：養殖魚種別収獲量累年統計 全国（昭和31年〜平成24年）
2014年（平成26年）養殖収獲量
- 全国	13万4608 (単位 トン)
- 鹿児島 4万4681
- 大分 2万7
- 愛媛 1万8185
- 宮崎 1万816
- 長崎 8217
- 熊本 7104
- 徳島 3551

#### 現在の養殖状況と課題
ハマチ養殖事業は、筏の係留技術の向上による養殖場所の外海への移動と、餌のペレット化によって、21世紀に入って業態が大きく変わった。
潮の流れが速く、常に海水が循環する外海に筏を係留することによって、赤潮被害や残留飼料の海底への蓄積が起こりにくくなった。寄生虫も付きにくいため抗生物質の使用量も減り、出荷時の魚体内に抗生物質は残留していない。潮の流れが速いためハマチの運動量が増え、身の締まったハマチを提供できるようになった。味も天然物と比較しても遜色なく、一年を通じて状態が良いため、時期によっては天然物を遥かに上回る。また、餌のペレット化によって、以前は魚価に左右されていた餌の価格が一定になった。更に魚の成長過程に応じた必要な栄養素を与えられるようになり、養殖業者の収益率の向上につながった。このため従来は2年で出荷していた「ハマチ」をもう1年肥育し、「ブリ」として出荷しようという野心的な試みを行う業者も出現している。魚臭さを抑える技術も開発され海外への輸出も多くなるとみられる。
飼料にカボスやカカオポリフェノールを含ませることで、身の変色を遅らせる技術も開発されている。従来は脂の乗りが落ちる夏に出荷したり、生簀の飼育頭数を抑えて運動しやすくすることで食味を良したりする工夫も行われている。
フルーツ魚のブリのブランド名として、柚子鰤王、みかんブリ、すだちブリ、かぼすブリ、レモンのブリなどがある。
こういった養殖業者の努力が実を結び、近年では天然物よりも養殖物の浜値が良いという逆転現象が起きるほどである。しかし養殖ハマチに対し、上記のようなイメージを未だに抱く消費者もまだ多い。養殖業者としては、これらの悪印象を払拭し「安全で美味な養殖ハマチ」を普及させることが課題となっている。

## 食材

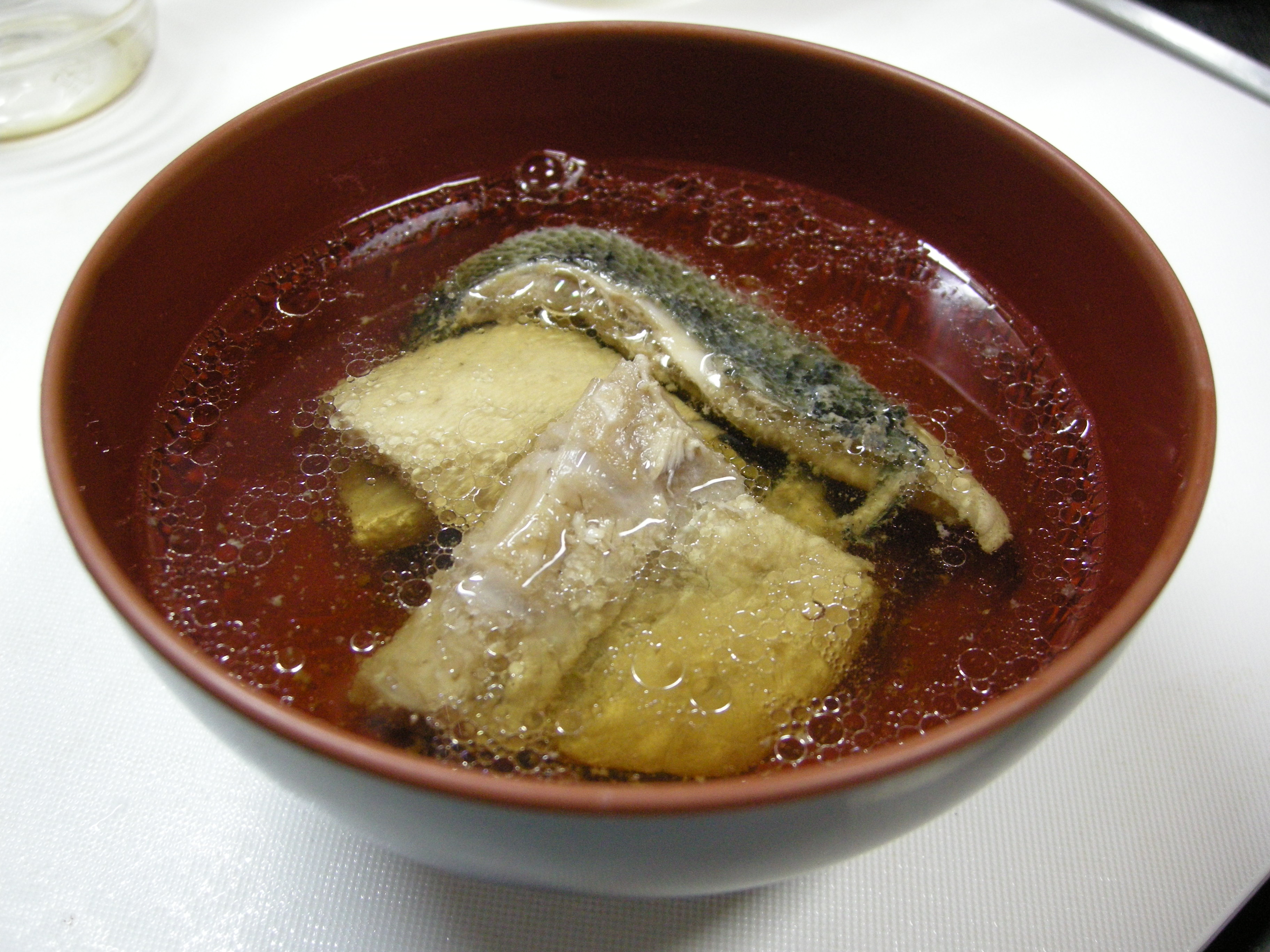
ブリの吸い物

旬は産卵期前で脂が乗る冬とされており、日本ではこの時期のブリを特に「寒ブリ」と呼ぶ。寒ブリは同属種のカンパチやヒラマサよりも脂肪が多く、独特の風味がある。ただし産卵後の春には脂肪量が減少する。
料理法は幅広く、刺身、カルパッチョ、たたき、にぎり寿司、ブリシャブ（しゃぶしゃぶ）、味噌漬け、焼き魚（照り焼き、塩焼き）、煮魚（ぶり大根）等で食べられる。出世魚で縁起が良いこともあり、西日本では御節料理に欠かせない食材とされ（東日本では主にサケを使用する）、雑煮の具としても用いられている（ブリ雑煮参照）。また、特に富山県や石川県では、かぶら寿司の食材として使用されることもある。
刺身として食べる際、高知県では一般的にぬたという酢味噌(タレ)を付けて食べる。
富山県から関西地方では、年末年始に食べる文化がある（年取り魚）。富山県の西部（呉西）、特に新湊や氷見を中心に娘が嫁いだ初めての年末に婚家に寒ブリ一本を歳暮として贈る風習がある。九州の北部の地域などでは、逆に嫁ぎ先の家から嫁の実家へブリを贈るという習わしがあり、これは「嫁ぶりがいい」ということで、お嫁さんの頑張りを実家へ伝える意味がある。

新巻鮭と同様に加工する塩ブリもあり、「鰤街道」を通って高山から松本など内陸部に正月の魚として運ばれた。
魚介類を扱う定食屋、居酒屋などでは、鰤のアラの内で鰓蓋から胸びれまでの部分である鎌（カマ）を、鰤鎌といって汁物、煮物、焼き物にして出すことがある。
日本国外では大韓民国で「방어（パンオ）」とよばれ刺身のようなフェとして食べられる。日本と同じく冬に美味になるという文化がある。

## 「自治体の魚」指定
- 都道府県 - 富山県・石川県（四季の魚、冬）・静岡県（旬の魚14選、1月）・京都府（丹後・旬の魚、冬）・香川県（「ハマチ」が県の魚、及び「四季の魚、冬」）・福岡県（福岡のさかな12種、魚類・海面）・長崎県（長崎県のさかな、冬）・宮崎県（みやざきのさかな、冬の魚）・鹿児島県（かごしま旬のさかな、冬）
- 市町村 - 佐渡市[23]・尾鷲市[24]・紀勢町（三重県、現大紀町）・三崎町（愛媛県、現伊方町）